# Esterházy Károly szobra (Pápa)
Gróf Eszterházy Károly katolikus püspök bronzszobrát 2000. május 4-én avatták fel a pápai Fő téren az általa építtetett katolikus nagytemplom előtt, a város ezzel tisztelgett egykori bőkezű földesura előtt, akinek urasága alatt elnyerte mai barokk arculatát. Marton László magas talapzaton álló alkotása püspöki öltözékben, egyik kezében keresztet, a másikban a Bibliát tartva ábrázolja a városépítő főurat. A szobor a helyi és a Veszprém megyei önkormányzat, a plébánia, valamint a Nemzeti Kulturális Örökség Minisztériuma támogatásával készült. Gipsz eredetije a Várkastélyban áll.